# Liannet Borrego
Liannet Borrego (L'Avana, 28 gennaio 1988) è un'attrice cubana.

## Biografia
Figlia di Antonio Borrego e Marta Jiménez, ha due sorelle. All'età di cinque anni s'iscrive a dei corsi di ballo. Nel 2000 si trasferisce a Miami, dove studia teatro, danza e fa dei corsi per modella. Ha vinto vari concorsi di bellezza nei primi anni del 2000. 
Dal 2005 lavora come attrice per Venevisión, Telemundo e Nickelodeon latinoamericano. Tra i suoi ruoli c'è Una maid en Manhattan, Grachi, Mi corazón insiste... en Lola Volcán e El fantasma de Elena.

## Filmografia

### Cinema
- Chuckle's Revenge, regia di Tara Robinson - cortometraggio (2010)
- Dragged Across Concrete - Poliziotti al limite (Dragged Across Concrete), regia di S. Craig Zahler (2018)

### Televisione
- Soñar no cuesta nada - serial TV (2005)
- Mi vida eres tú - serial TV (2006)
- Acorralada - serial TV (2007)
- Mi Querido Profe - serial TV (2007)
- Isla Paraíso - serial TV (2007)
- Amor comprado - serial TV (2007)
- Pecadora - serial TV (2010)
- Amores de Luna 3: Camino de la Vida - serial TV (2010)
- El fantasma de Elena - serial TV (2010)
- The Glades - serie TV, episodio 2x01 (2011)
- Mi corazón insiste... en Lola Volcán - serial TV (2011)
- Estilos Robados - serial TV (2011)
- Una maid en Manhattan - serial TV (2011)
- Grachi (Grachi) - serial TV (2011)
- Pasión prohibida – serial TV (2013)

## Doppiatrici italiane
Nelle versioni in italiano delle sue serie, Liannet Borrego è stata doppiata da:
- Letizia Scifoni in Pasión prohibida.